# Sematophyllum incurvum
Sematophyllum incurvum är en bladmossart som beskrevs av Mitten 1879. Sematophyllum incurvum ingår i släktet Sematophyllum och familjen Sematophyllaceae. Inga underarter finns listade i Catalogue of Life.